# Şükrü Kaya
Şükrü Kaya (İstanköy, 9 de março de 1883 – Istambul, 10 de janeiro de 1959) foi um servidor público otomano e político turco, que entre 1924 e 1938 foi membro de vários governos da República da Turquia, nomeadamente Ministro do Interior entre 1927 e 1938 e Ministro das Relações Exteriores em outras ocasiões. Foi um dos participantes no Genocídio Armênio, tendo sido administrador dos campos de concentração de deportados armênios na Síria.